# SWOT-аналіз
З 1960-х років і донині SWOT-ана́ліз широко застосовується у процесі стратегічного планування, що полягає в розділенні чинників і явищ на чотири категорії:
- сильних (Strengths)
- і слабких (Weaknesses) сторін проєкту,
- можливостей (Opportunities), що відкриваються при його реалізації,
- та загроз (Threats), пов'язаних з його здійсненням.

### Історичні аспекти розробки теорії SWOT-аналізу
Акронім SWOT вперше ввели у 1963 році в Гарварді на конференції з проблем бізнес-політики професор Кеннет Ендрюс. Спочатку SWOT-аналіз був оснований на зображенні та структуризації знань про поточну ситуацію і тенденції.
У 1965 році чотири професори Гарвардського університету — Edmund P. Learned, C. Roland Christensen, Kenneth R. Andrews, William D. Guth запропонували технологію використання SWOT-моделі для розробки стратегії поведінки фірми. Була запропонована схема LCAG (по початкових буквах прізвищ авторів), яка заснована на послідовності кроків, що приводять до вибору стратегії.
- Strengths (Сили);
- Weaknesses (Слабкості);
- Opportunities (Можливості);
- Threats (Загрози).

Цей акронім може бути зображений у вигляді таблиці:
|                      | Позитивний вплив           | Негативний вплив            |
| -------------------- | -------------------------- | --------------------------- |
| Внутрішнє середовище | Strengths (сильні сторони) | Weaknesses (слабкі сторони) |
| Зовнішнє середовище  | Opportunities (можливості) | Threats (загрози)           |

Внутрішній стан компанії відображається переважно в «S» і «W», а зовнішня — в «О» і «Т».
У ряді підходів структурована інформація в кожному з напрямків — впливи, слабкості, можливості, загрози — оцінюється кількісними величинами, на основі яких за допомогою функцій корисності обчислюється потенціал досліджуваного об'єкта по кожному напрямку (підхід, що розвивається в рамках Conjoint-аналізу).
З появою SWOT-моделі аналітики отримали інструмент для своєї інтелектуальної роботи. Відому, але розрізнену й безсистемну інформацію про стан справ у фірмі й конкуренте оточення SWOT-аналіз дозволив сформулювати аналітикам у вигляді логічно погодженої схеми взаємодії впливів, слабкостей, можливостей і погроз.
В 1982 році професор Хайнц Вайхрих опублікував роботу, у якій запропонував новий вид SWOT-моделі. Свою SWOT-модель він назвав як TOWS-матрицю й розглядав її як концептуальну основу систематичного аналізу, що полегшує зіставлення зовнішніх загроз і можливостей із внутрішніми слабкостями й чинностями організації. Учений запропонував будувати стратегії поводження фірми на основі систематичного зіставлення заздалегідь створених списків зовнішніх факторів із внутрішніми чинниками й слабкостями. Він також указав на необхідність побудови SWOT матриць із певною періодичністю. Це повинно було дозволити відстежувати зміни конкурентного середовища при побудові стратегій.
Надалі, у роботах інших дослідників ця модель називається як розширена SWOT-Модель, або як інтегрована SWOT-модель. Однак у більшості робіт зі стратегічного планування, як і раніше, можна зустріти термін «SWOT-аналіз», хоча вони використовують модель Вайхриха. У цій моделі процес стратегічного планування із застосуванням розширеної SWOT-матриці було запропоновано організувати як послідовність кроків:
- Аналіз зовнішнього оточення;
- Аналіз внутрішнього оточення;
- Побудова стратегій і тактичних дій.

### Поняття й основні елементи SWOT-аналізу
Традиційний метод SWOT — аналізу дозволяє провести детальне дослідження зовнішнього й внутрішнього середовища. Результатом раціонального SWOT-аналізу, спрямованого на формування узагальненого інформаційного потенціалу, повинні з'явитися ефективні рішення, що стосуються відповідної реакції (впливу) суб'єкта (слабкої, середньої й сильної) відповідно до сигналу (слабкому, середньому або сильному) зовнішнього середовища.
Відмінна риса розглянутого підходу до проведення SWOT-аналізу на підприємстві полягає у такому:
1. Його побудова базується на методології системно-цільового підходу, де основна увага акцентується на вимірюванні параметрів зовнішнього й внутрішнього середовища в просторі, у часі й з урахуванням інформаційного потенціалу
2. Проведення структуризації факторів зовнішнього й внутрішнього середовища, що є універсальними для будь-якого підприємства.
3. Здійснення синтезу факторів зовнішнього й внутрішнього середовища, що далі, в перспективі, відобразиться у системі рішень.

Сильні сторони підприємства покликані забезпечити його прискорене просування до досягнення стратегічних цілей, у той час як його «слабості» викликають гальмування. Тут також природно враховувати можливості й загрози зовнішнього середовища, без яких неможливо вірно визначити сценарії розвитку організації.
Чинність — це властивість організаційної системи, що за умови синтезу з можливостями зовнішнього середовища забезпечує прискорене просування системи до досягнення стратегічних цілей. Особливий інтерес при цьому представляє утворення «спіралі розвитку» — траєкторії, що формується внаслідок «накладення» (синтезу) сильних сторін організаційної системи на сприятливі можливості зовнішнього середовища (з урахуванням слабких сторін організаційної системи й погроз зовнішнього середовища).
Слабкість — негативна властивість організації, що визначає її гальмування в процесі руху до досягнення стратегічних цілей. Гальмування стає істотним при злитті (синтезі) основних слабостей організаційної системи з істотними погрозами зовнішнього середовища. При цьому також не можна ігнорувати сильні сторони підприємства й можливості зовнішнього середовища. Так формується варіант песимістичного сценарію розвитку організації. Такий сценарій може трансформуватися в «спіраль краху», якщо є тенденція («ефект доміно») до ослаблення можливостей і сильних сторін, з одного боку, і посиленню погроз зовнішнього середовища в сполученні з наростанням слабких сторін організації.
Можливості — це тенденції або події в зовнішньому середовищі, при правильній відповідній реакції на які організація домагається істотного просування до поставлених стратегічних цілей.
Загрози — це тенденції або події в зовнішньому середовищі, які за відсутності відповідної реакції організації спричиняють значне погіршення стану організації на шляху до виконання своїх планів.
З 1990-х років застосовується нечіткий SWOT-аналіз у процесі стратегічного планування, що полягає в розділенні чинників і явищ на категорії: сильних і слабких сторін проєкту, можливостей, що відкриваються при його реалізації, та загроз, пов'язаних з його здійсненням. Традиційні математичні методи, засновані на класичній логіці, є нетерпимі до неточності та необ'єктивності істини, а також до невизначеності в економічних системах. Своєю чергою невизначеність системи призводить до зростання ризиків від прийняття неефективних рішень, результатом чого можуть бути негативні економічні наслідки. З цією метою виникає потреба у методах, що ґрунтуються на нечіткій логіці.

### Розробка стратегій на основі SWOT-аналізу
На підставі виявлених сильних та слабких сторін, можливостей і загроз йде етап розробки стратегій. Стратегії розбиваються на чотири класи, в залежності від того, з використанням якої пари зовнішніх та внутрішніх факторів, вони побудовані:
- стратегії SO: "активний наступ" - використовуємо сильні сторони для реалізації можливостей;
- стратегії ST: використовуємо сильні сторони для запобігання або зменшення впливу загроз;
- стратегії WO: використовуємо можливості для уникнення або компенсації слабких сторін;
- стратегії WT: "організований відступ" - чи може організація позбавитись слабких сторін, щоб запобігти загроз. Це сценарії передбачають розгляд найгірших сценаріїв, в тому числі вихід з ринку.

Для зображення стратегій сумісно з зовнішніми та внутрішніми факторами може використовувати такий шаблон:
|                             | Opportunities (можливості) | Threats (загрози) |
| --------------------------- | -------------------------- | ----------------- |
| Strengths (сильні сторони)  | SO стратегії               | ST стратегії      |
| Weaknesses (слабкі сторони) | WO стратегії               | WT стратегії      |